# Augustinern 53 (Quedlinburg)

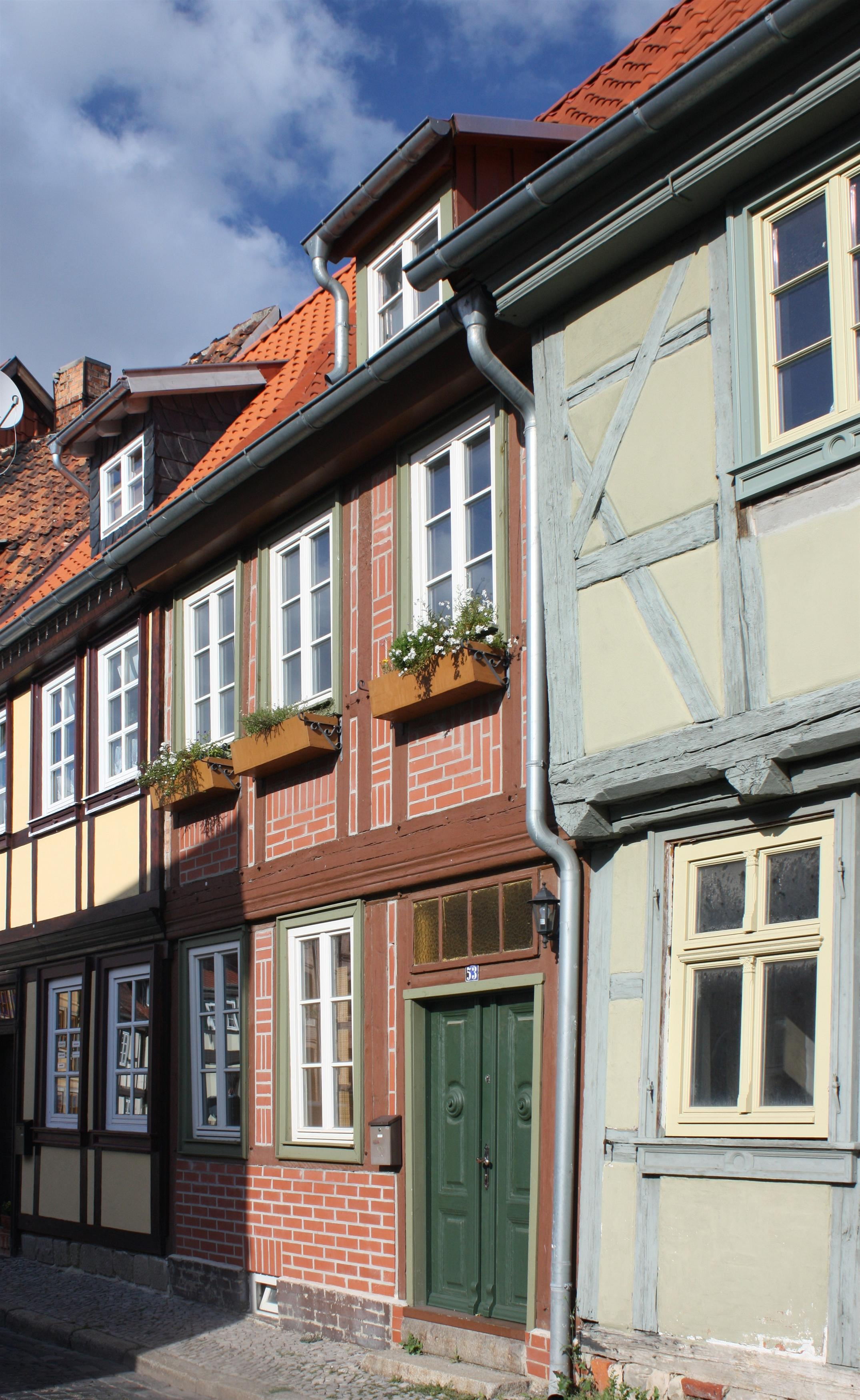
Haus Augustinern 53

Das Haus Augustinern 53 ist ein denkmalgeschütztes Gebäude in der Stadt Quedlinburg in Sachsen-Anhalt.

## Lage
Es befindet sich im nördlichen Teil der historischen Quedlinburger Neustadt und gehört zum UNESCO-Weltkulturerbe. Im Quedlinburger Denkmalverzeichnis ist es als Wohnhaus eingetragen.

## Architektur und Geschichte
Das Fachwerkhaus entstand in der Zeit um 1760. Die Fachwerkfassade ist durch einen Ständerrhythmus geprägt und mit einer Profilbohle versehen. Die Gefache sind mit Zierausmauerungen verfüllt. Der Rahmen der Haustür ist klassizistisch gestaltet und mit einem Kerbschnittmotiv verziert. Oberhalb der Tür befindet sich ein Oberlicht. Das Türblatt stammt aus der Gründerzeit.